# Kantorat
Kantorat – w przeszłości w Kościołach ewangelickich jednostka terytorialna parafii, szkoła ewangelicka lub dom modlitwy (kaplica). Pojęcie oznacza także grupę wokalną prowadzoną przez kantora, lub jego stanowisko pracy.

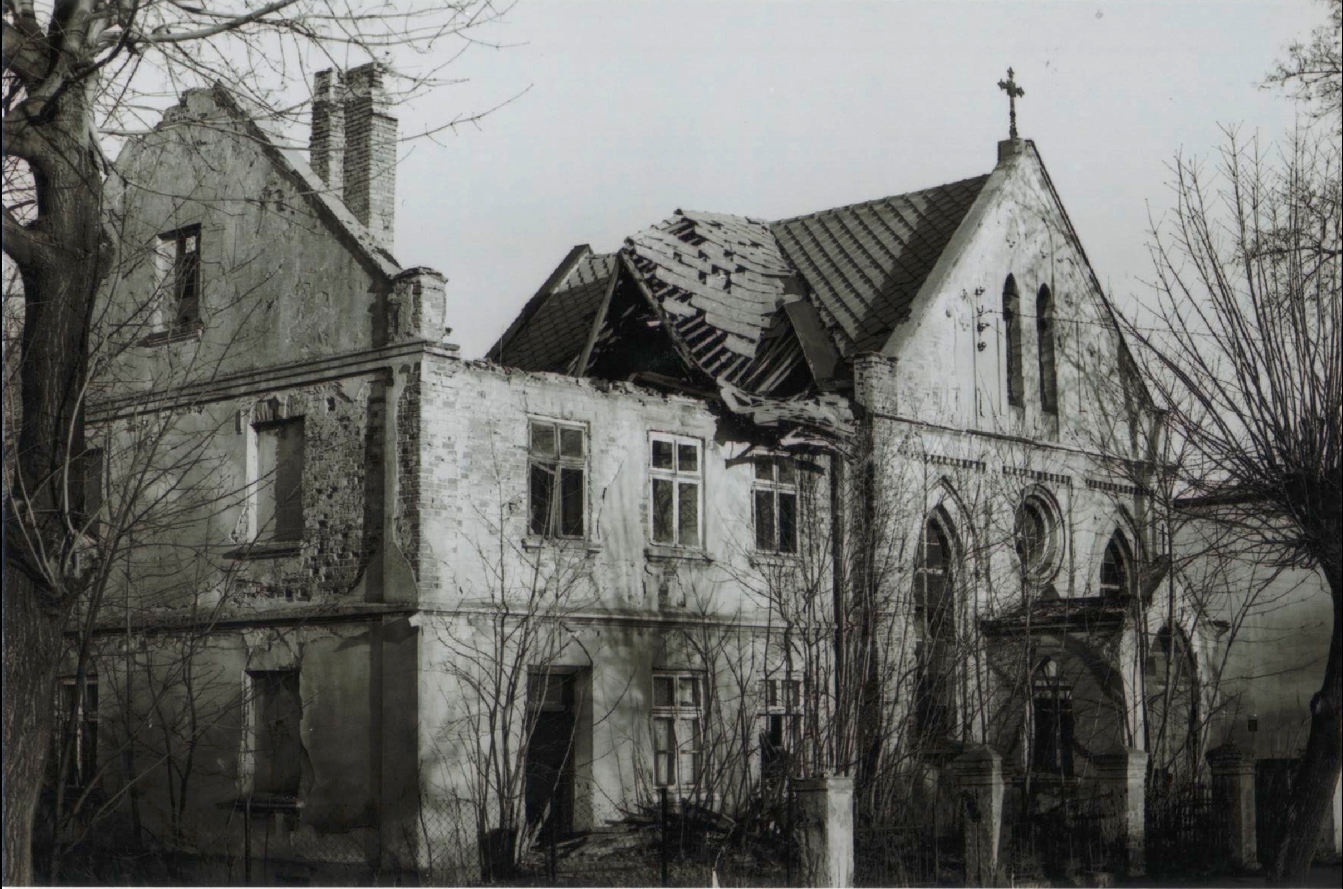
Dawny kantorat ewangelicko-augsburski w Koźminku

## Kantoraty w Kościele Ewangelicko-Augsburskim w RP
Wraz z napływem ludności ewangelickiej z terenów państw niemieckich w XIX wieku na tereny Królestwa Polskiego i powstawaniem nowych parafii ewangelickich zrodziła się potrzeba zorganizowania stałej opieki duszpasterskiej w miejscach, w których nie można było zagwarantować stałej obecności pastora, zwłaszcza na terenach wiejskich. Ponadto istotnym problemem był brak szkolnictwa ewangelickiego na wsiach i w miejscowościach znacznie oddalonych od głównej siedziby parafii. W tym celu parafie wyznaczały kantorów - opłacanych przez parafię pracowników kościelnych, pełniących z jednej strony funkcję nauczycieli przedmiotów podstawowych - religii, rachunków, czytania i pisania - oraz będących terenowymi reprezentantami pastorów w zakresie służby duszpasterskiej i administracji. Do obowiązków kantora należało także prowadzenie niedzielnych nabożeństw, spotkań modlitewnych i pogrzebów, udzielanie ślubów i reprezentowanie parafii w kontaktach z lokalnymi przedstawicielami władzy państwowej. Nie mogli oni natomiast sprawować chrztów i Wieczerzy Pańskiej. Kantorzy wyznaczani byli zazwyczaj spośród byłych żołnierzy, rzemieślników i wykształconych rolników.
Kantoraty, jako jednostki terytorialne grupowały mieszkańców wsi w promieniu kilku kilometrów. Główną siedziba kantoratu, był budynek o tej samej nazwie, zazwyczaj nieznacznie wyróżniający się pod względem architektonicznym spośród reszty domostw, który pełnił funkcję kaplicy i sali szkolnej.
Wraz z profesjonalizacją szkolnictwa i zawodu nauczyciela kantoratom zaczęto stawiać coraz wyższe wymogi. Na podstawie ukazu carskiego z 11 września 1864 roku i rozporządzenia władz Kongresówki z tego samego roku kantoraty podporządkowano częściowej kontroli państwa, dzieląc je na trzy kategorie:
- Dom modlitwy,
- Dom modlitwy z niedzielnym nauczaniem szkolnym,
- Szkoła elementarna pod nadzorem państwa[3].

Ukazem cara z 1870 roku wszystkie kantoraty zakwalifikowane do trzeciej z wyżej wymienionych grup przekształcono w publiczne szkoły elementarne pod nadzorem państwowym. Wprowadzono również wymóg formalnego wykształcenia nauczycielskiego dla kantorów. W odpowiedzi na działania państwa i konieczność wyedukowania kantorów, z inspiracji ks. Aleksandra Schoeneicha od 1889 roku organizowano coroczną konferencję kantoracką, której jednym z celów było zapewnienie kantorom kursów z zakresu wiedzy teologicznej i pedagogicznej, aby mogli oni zdać państwowe egzaminy uprawniające do pełnienia funkcji nauczyciela. Przygotowanie do zawodu nauczyciela odbywało się także w Niemieckim Nauczycielskim Seminarium Ewangelickim w Warszawie, przeniesionym w 1911 roku do Łodzi.
W niepodległej Polsce większość szkół kantorackich znajdujących się na terenie dawnej Kongresówki, Wołynia i Podlasia została przekształcona w państwowe szkoły elementarne, które ze względu na swój konfesyjny charakter zachowały prawo częściowego nadzoru przez parafie Kościoła Ewangelicko-Augsburskiego w RP.